# Gian Paolo Caprettini
Gian Paolo Caprettini (La Spezia, 1948) è un semiologo e giornalista italiano.
Di formazione filologica e linguistica, si è laureato all'Università degli Studi di Torino con Gian Luigi Beccaria (poeta e metricologo del Trecento). La tesi sul Trattato e arte deli rithmi volgari di Gidino di Sommacampagna fu in parte pubblicata, nel 1980, dall'Accademia dei Lincei con il titolo Un retore che si fece poeta (l'edizione critica del "Trattato" è stata successivamente pubblicata nel 1992).
È stato assistente presso la Scuola di paleografia e filologia musicale di Cremona e presso la cattedra di Filologia romanza di Torino. Ha collaborato con varie riviste quali Strumenti critici, Lingua e stile, Lettere italiane, Versus, L'immagine riflessa, "Fata Morgana" "Diacritica" . Ha progettato e diretto numerose collane di volumi presso editori italiani.
Ha preso parte alla redazione di Concordanze della lingua poetica delle origini (a cura di D'Arco Silvio Avalle per l'Accademia della Crusca) e all'Enciclopedia Einaudi, diretta da Ruggiero 
Romano, in qualità di consulente, autore e redattore. È stato presidente dell'Associazione italiana di studi semiotici dal 1995 al 1999. Ha contribuito negli anni 1986-92 alla ideazione e progettazione del corso di laurea in Scienze della comunicazione.
Ha insegnato Semiologia all'Università di Torino dal 1974 ed ha ricoperto la cattedra di professore ordinario dal 1994, prima di Semiotica poi di "Semiologia del film" presso il DAMS della stessa Università. Nel 1994 ha ricevuto il premio Diego Fabbri-Ente dello Spettacolo. Dal 2009 al 2013 è stato direttore scientifico del Master in Giornalismo. Ha collaborato a varie testate giornalistiche (tra le quali "Il Sole 24 Ore", "La Stampa-Tuttolibri e Torino Sette", "Il Sabato" e "Il nostro tempo") ed è iscritto all'Albo dei giornalisti (elenco dei Pubblicisti). Attualmente tiene una rubrica su "Buduar". 
Ha ideato nel 2003 la televisione universitaria Extracampus che ha diretto fino al 2009, e il semestrale Semiotiche, fondato nel 2003. Fa parte del comitato scientifico delle riviste La valle dell'Eden, L'immagine riflessa e Ikon, e Scienze e Ricerche.

Oltre numerosi volumi e saggi, ha pubblicato la raccolta di poesie Parole peregrine (2010) e la raccolta di saggi brevi Scrivere come sognare (2018).

## Opere
- San Francesco, il lupo, i segni, Einaudi, Torino 1974
- La porta: valenze mitiche e funzioni narrative. Saggio di analisi semiologica, Giappichelli, Torino 1975
- La semiologia: elementi per un'introduzione, Giappichelli, Torino 1976
- "Allegoria" in Enciclopedia Einaudi, vol. I, 1977, pp. 362–392
- Strutture dei testi e modelli della cultura: su allegoria e simbolo, Giappichelli, Torino 1977
- Principi di semiologia, Giappichelli, Torino 1978
- La semiologia: comunicazione e aspetti del testo, Giappichelli, Torino 1979
- (a cura di) Letteratura e semiologia in Italia, Rosenberg & Sellier, Torino 1979 (con Dario Corno)
- "Mythos/Logos" in Enciclopedia Einaudi, vol. IX, 1980, pp. 660–689 (con Guido Ferraro e Giovanni Filoramo)
- Un retore che si fece poeta, Accademia dei Lincei, Roma 1980
- Aspetti della semiotica. Principi e storia, Einaudi, Torino 1980
- Forme narrative e modelli spaziali, Giappichelli, Torino 1981 (con Dario Corno)
- Il solaio di Sherlock Holmes, Giappichelli, Torino 1981
- Del Maurizio Costanzo Show e della religione rumorosa, con fotografie di Rossella Bigi, Enna, Torino 1982; Aleph, Torino 1992; Vallecchi, Firenze 1995
- Dialogo e tradizione: note sulle dinamiche testuali, Giappichelli, Torino 1983
- Dialogo e tradizione: l'eredità e i modelli di discorso, Giappichelli, Torino 1984
- "Le strutture e i segni. Dal formalismo alla semiotica letteraria" in Letteratura Italiana Einaudi, vol. IV, 1985, pp. 495–548
- Segno iconico e comunicazioni di massa: testi e appunti per un seminario di semiologia, Giappichelli, Torino, 1985
- Il racconto della fiaba e la comprensione del testo, Università di Urbino, 1986
- Lo sguardo di Giano: indagini sul racconto, Il segnalibro, Torino 1986
- (a cura di) Il linguaggio degli inizi: letteratura, cinema, folklore, Il segnalibro, Torino 1988 (con Ruggero Eugeni)
- Il discorso e la tecnica, Learning systems books, Milano 1989 (con Giancarlo Plazio)
- Comunicazione e scienza dei segni: principi e prospettive, CUSL, Torino 1991
- Semiologia del racconto, Laterza, Bari 1992, 1997
- Simboli al bivio, Sellerio, Palermo 1992
- Totem e tivù. Cronache dell'immaginario televisivo, Marsilio, Venezia 1994; Meltemi, Roma 2001
- La scatola parlante, Editori Riuniti, Roma 1996, 2001 (con altri)
- Segni, testi, comunicazione: gli strumenti semiotici, Utet, Torino 1997
- Dizionario della fiaba italiana, Meltemi, Roma 1998, 2000 (con la collaborazione di Alessandro Perissinotto)
- Ordine e disordine, Meltemi, Roma 1998
- Comunicazione, Vallardi, Milano 2000, 2003 (con Ave Appiano e Alessandro Scali)
- (a cura di) Incontri di culture: la semiotica tra frontiere e traduzioni, Utet, Torino 2001 (con Patrizia Calefato e Giulia Colaizzi)
- Fiabe piemontesi, Donzelli, Roma 2002 (in collaborazione con Maria Luisa Rivetti)
- (a cura di) Una TiVu da ridere: cinquant'anni di satira nella/sulla televisione italiana, Ananke, Torino 2004 (con Dino Aloi e Alberto Gedda)
- Tutta colpa della tivù: i vizi (e le virtù) della nostra quotidiana piazza universale, Donzelli, Roma 2004
- (a cura di) Fare televisione: tecnologie, produzione, scenari, Carocci, Roma 2005 (con Sergio Zenatti)
- (a cura di) Linguaggi televisivi: progettare, scrivere, comunicare, insegnare, Carocci, Roma 2005 (con Sergio Zenatti)
- Colpi di testo. Dinamiche dell'immaginario narrativo, Ets, Pisa 2005
- (a cura di) Semiotiche al cinema: esercizi di simulazione, Mondadori, Milano 2006 (con Andrea Valle)
- (a cura di) Extracampus: la televisione universitaria. Case-history di un'esperienza vincente, Cartman, Torino 2008 (con Lorenzo Denicolai)
- (a cura di) Iconosfera italiana tra fotografia e cinema, Semestrale "La Valle dell'Eden" n. 22, Kaplan, Torino 2009, (con Miriam Visalli)
- Parole peregrine, Cartman, Torino 2010
- Modernità all'italiana. Origini e forme dello spettatore globale, Cartman, Torino 2012
- Il barbecue della verità. Maldicenze, pettegolezzi, intercettazioni, Espress, Torino 2012
- Scrivere come sognare, Cartman, Torino 2018